# Бумаги Валачи
«Бумаги Валачи», или «Записки Валачи» — детективный фильм Теренса Янга, снятый в 1972 году. Он основан на книге Питера Мааса, где рассказывается история Джо Валачи, первого члена мафии, который открыто признал её существование в 1960-х годах.

## Сюжет
Действие фильма происходит в Атланте, где стареющий заключённый Джозеф Валачи отбывает срок за контрабанду героина. Один из боссов мафии Вито Дженовезе находится в той же камере. Дженовезе уверен, что Валачи — двойной агент, поэтому дарит ему «поцелуй смерти».

## В ролях
- Чарльз Бронсон — Джо Валачи
- Гвидо Леонтини — Тони Бендер
- Лино Вентура — Вито Дженовезе
- Джозеф Уайзмэн — Сальваторе Маранцано
- Фаусто Тоцци — Альберт Анастазия
- Анджело Инфанти — Лаки Лучано
- Алессандро Сперли — Джо Массерия
- Амедео Наццари — Гаэтано Рейна